# Justizzentrum Korneuburg

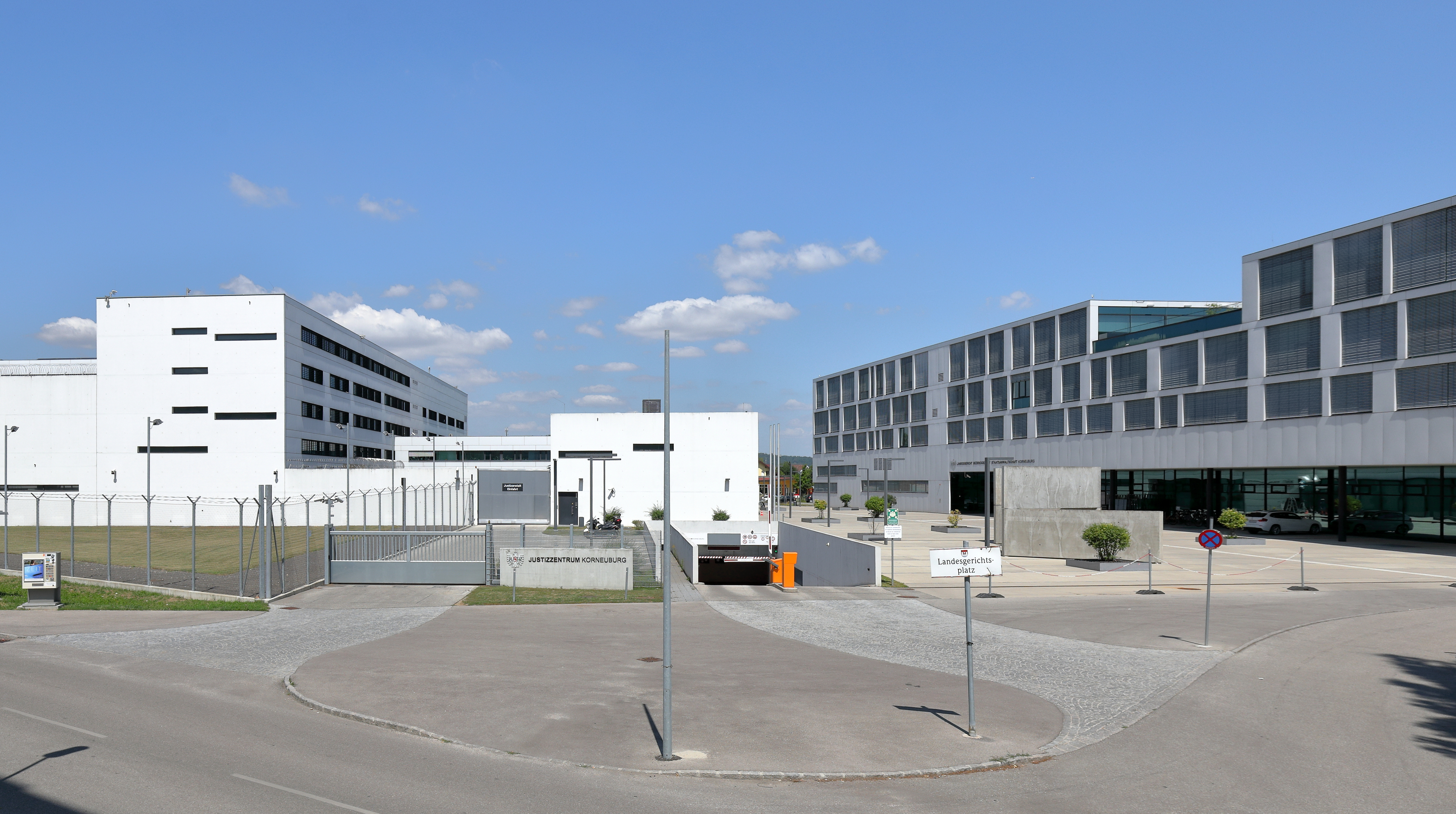
Justizzentrum in Korneuburg; links die Justizanstalt und rechts das Gerichtsgebäude

Das Justizzentrum Korneuburg ist ein Gerichts- und Gefängniskomplex in der niederösterreichischen Stadt Korneuburg. Seit dem Jahr 2012 befinden sich in zwei Gebäuden, die unterirdisch durch einen Gang miteinander verbunden sind, zum einen das Bezirks- und das Landesgericht mit zugehöriger Staatsanwaltschaft, zum anderen die Justizanstalt Korneuburg, ein Gerichtliches Gefangenenhaus.

## Gerichtsgebäude

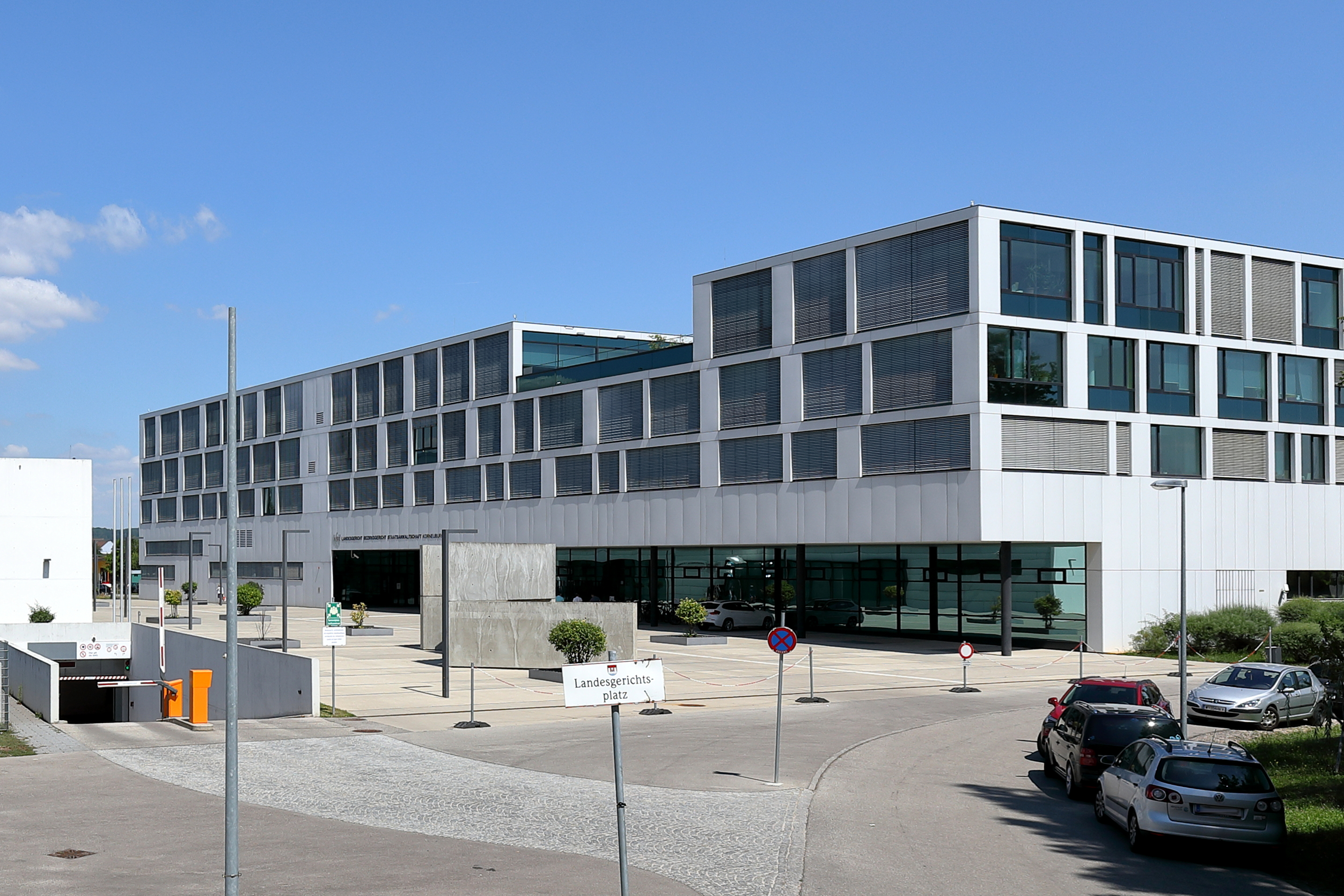
Gebäude des Bezirks- und Landesgericht

Der Teil des Justizzentrums, in dem das Bezirks- und das Landesgericht sowie die Staatsanwaltschaft Korneuburg untergebracht sind, ist vom Gefängnisteil oberirdisch baulich getrennt und dennoch durch einen unterirdischen Gang – etwa zum Zweck von Vorführungen vor Gericht – mit diesem verbunden.

## Justizanstalt Korneuburg
Die Justizanstalt Korneuburg ist von der strafvollzugsrechtlichen Konzeption her ein Gerichtliches Gefangenenhaus, das dem Landesgericht Korneuburg angeschlossen ist. In der JA Korneuburg werden Untersuchungshaften und Strafhaften, deren Dauer 18 Monate nicht überschreiten, vollzogen. 
Es können 262 ausschließlich männliche Häftlinge untergebracht werden. Zum Stichtag 30. August 2007 waren 214 Gefangene in der damals noch alten Justizanstalt Korneuburg inhaftiert, was damals einer Auslastung von 93,13 % entsprach. Damit zählte die Justizanstalt zu den weniger ausgelasteten Strafvollzugseinrichtungen in Österreich.

## Geschichte

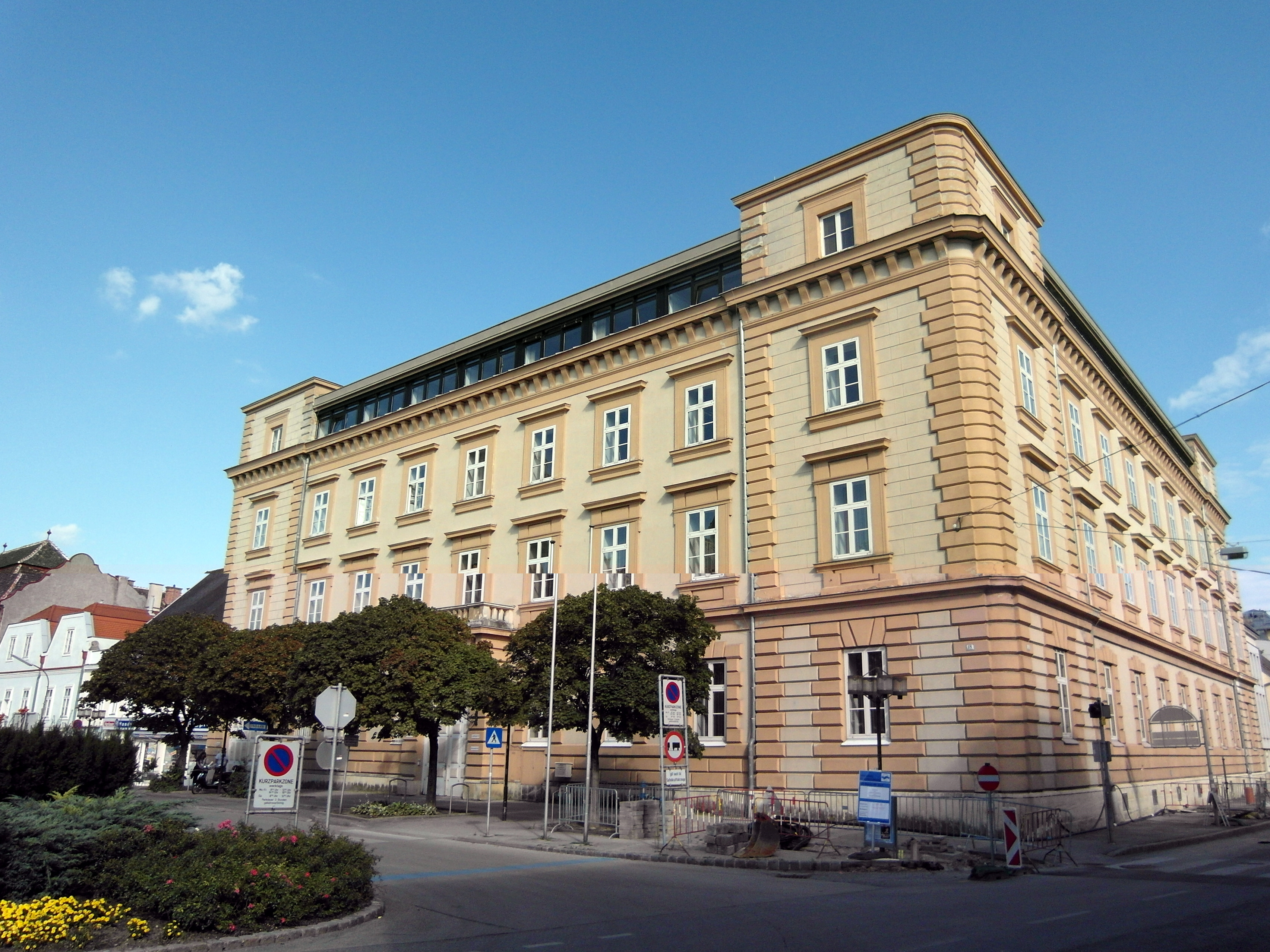
Ehemaliges Gerichtsgebäude im Zentrum Korneuburgs

Im Jahr 1852 wurde eine politische Neugliederung der Verwaltung im Kaisertum Österreich beschlossen. Aus dieser Neugliederung ergab sich die Notwendigkeit der Schaffung eines Kreisgerichts in Korneuburg, in deren Zuge auch eine Haftanstalt angeschlossen werden sollte. Ab 1856 konnten die auf einem Gelände, das von der Stadt Korneuburg zur Verfügung gestellt worden war, neu erbauten Gebäude in Etappen bezogen werden. Im Hafttrakt des Kreisgerichts standen 52 Hafträume und zwei Krankenhafträume für den Strafvollzug zur Verfügung. 1973 wurde das Gefangenenhaus um zwei Stockwerke und sieben Geschoße erweitert. In der Mitte der 80er Jahre wurde eine Renovierung der Gebäude abgeschlossen, 1993 wurde abermals erweitert und 1997 ein neuer Besuchertrakt eröffnet. 
Zur Verwirklichung von Bestrebungen, die gesamte Bausubstanz von Bezirksgericht und Gefangenenhaus aus dem Zentrum der Stadt hinaus zu verlagern, wurde ein Neubau auf den „Pöll Gründen“ etwas außerhalb des Stadtkerns projektiert. Der Spatenstich für das Projekt erfolgte am 21. September 2009. Nach dreijähriger Bauphase konnte die Bundesimmobiliengesellschaft, die im Auftrag des Bundesministeriums für Justiz als Bauträger fungiert hatte und das Gebäude nunmehr an dieses vermietet, im Jahr 2012 konnte das neue Justizzentrum schließlich seiner Bestimmung übergeben werden. In den Bau wurden insgesamt 77 Millionen Euro investiert.
Am 13. Jänner 2015 wurde das neu errichtete Justizzentrum Korneuburg mit dem Staatspreis Architektur und Nachhaltigkeit 2014 ausgezeichnet.